# (4925) Zhoushan
(4925) Zhoushan es un asteroide perteneciente al cinturón de asteroides, descubierto el 3 de diciembre de 1981 por el equipo del Observatorio de la Montaña Púrpura desde el Observatorio de la Montaña Púrpura, Nankín (China).

## Designación y nombre
Designado provisionalmente como 1981 XH2. Fue nombrado Zhoushan en homenaje a la ciudad de Zhoushan, ubicada en el mar de China Oriental, siendo la única ciudad en el archipiélago de las Islas Zhoushan donde se encuentra un importante puerto de pesca y transporte marítimo.

## Características orbitales
Zhoushan está situado a una distancia media del Sol de 3,046 ua, pudiendo alejarse hasta 3,801 ua y acercarse hasta 2,291 ua. Su excentricidad es 0,247 y la inclinación orbital 8,340 grados. Emplea 1942 días en completar una órbita alrededor del Sol.

## Características físicas
La magnitud absoluta de Zhoushan es 11,8. Tiene 14,424 km de diámetro y su albedo se estima en 0,194